# لوري وايلد
لوري وايلد (بالإنجليزية: Lori Wilde)‏ (6 يونيو 1958، تكساس في الولايات المتحدة)؛ كاتِبة وروائية أمريكية.